# Villalangua
Villalangua es una localidad que pertenece al municipio de Las Peñas de Riglos, en la comarca de la Hoya de Huesca, provincia de Huesca, Aragón. Está situada en el valle del río Asabón. Dista de Huesca unos 45 km.

## Demografía
Datos demográficos de la localidad de Villalangua desde 1900:
| 141                   | 166 | 180 | 139 | 230 | 149 | 116 | 46 | 33 | 30 | 25 | 21 | 15 |
| (Fuente: IAEST e INE) |     |     |     |     |     |     |    |    |    |    |    |    |

- Datos referidos a la población de derecho.

## Historia
- El 9 de octubre de 1093 el rey Sancho Ramírez de Aragón dio a San Martín de Biel un escusado en "Villalonga" (UBIETO ARTETA, Cartulario de Montearagón, Nº 11)
- El 2 de enero de 1206 el rey Pedro II de Aragón dio Villalangua al Monasterio de San Juan de la Peña (SINUÉS, nº. 1214)
- El 1 de junio de 1276 el infante Pedro (futuro Pedro III de Aragón) dio Villalangua a Rodrigo Jiménez de Luna (SINUÉS, nº. 375 ; UBIETO ARTUR, Nobiliario, p. 193)
- El 29 de enero de 1294 Rodrigo Jiménez de Luna dio Villalangua a Jaime II de Aragón (SINUÉS,nº. 378 a 382)
- El 5 de noviembre de 1301 Jaime II de Aragón restituyó Villalangua al monasterio de San Juan de la Peña, porque Pedro III la había dado a Rodrigo Jiménez de Luna (SINUÉS, nº. 1686)
- En 1857 es aldea en el término de Salinas de Jaca

## Monumentos
- Parroquia dedicada a San Miguel

## Lugares de interés
- Restos de la ermita de San Urbez
- Restos del poblado medieval de Fañanás situado junto al río Asabón
- Necrópolis de lajas
- Huerto de Casa Carpintero
- La posada de Villalangua